# داوود نماینده
داوود نماینده (زادهٔ ۱۳۲۹ در تهران) گوینده، بازیگر و دوبلور ایرانی است. او بیشتر به عنوان گوینده مستندهای تلویزیونی حیات‌وحش و راز بقا شناخته می‌شود.

## زندگی و فعالیت حرفه‌ای
وی از سال ۱۳۴۷ و پس از کسب مقام در یک امتحان دکلمه و فن بیان، به رادیو معرفی شد. پس از ورود به رادیو زیر نظر پژوهش و مانی که از استادان گویندگی آن زمان بودند، آموزش‌های لازم را دید و گویندگی را آغاز کرد. نماینده در سال ۱۳۵۵ به همراه اکبر زنجانپور، صدرالدین شجره، حسین باغی، خسرو شمشیرگران و مریم شیرزاد وارد حرفه دوبله فیلم شد.
او ادعا می‌کند که پس از انقلاب، اولین مجری تلویزیون بوده که مقابل دوربین صدا و سیمای جمهوری اسلامی ایران قرار گرفته است.
داوود نماینده به گویندگی مستندهای تلویزیونی دربارهٔ طبیعت و حیات وحش شناخته می‌شود. فصل اول سیاره زمین یکی از مجموعه‌هایی است که او در دوبله فارسی آن‌ها مشارکت داشته. نماینده سابقهٔ بازیگری در سینما را نیز دارد و در فیلم زیر پوست شهر ایفای نقش کرده است.

## اتهام همکاری با نهادهای امنیتی
پس از پخش ویدیویی تبلیغاتی با صدای او علیه الهه محمدی و نیلوفر حامدی، دو خبرنگار ایرانی، کاربران در شبکه‌های اجتماعی او را متهم کردند که در جهت پرونده‌سازی برای متهمان با نهادهای امنیتی همکاری می‌کند.
او پیش‌تر در ویدیویی تلویزیونی که روایت جان‌باختن مهسا امینی و خیزش ۱۴۰۱ ایران را از دیدگاه جمهوری اسلامی بیان می‌کند به عنوان گوینده حضور داشت. داوود نماینده همچنین سابقه همکاری با سازمان رسانه‌ای اوج، شبکه افق و دفتر حفظ و نشر آثار سید علی خامنه‌ای را دارد.

## اظهارات
نماینده پس از فوت ناصر طهماسب، در واکنش به کسانی که این گوینده را به‌دلیل همکاری در تولید برخی مستندهای سیاسی مورد «حمله» قرار می‌دادند، آن‌ها را «ولگرد» و «جیره‌خوار» خطاب کرد. طهماسب در اواخر عمر خود بابت همکاری در آثار رسانه‌ای وابسته حکومت جمهوری اسلامی مورد انتقاد قرار می‌گرفت.